# Salurnis kryala
Salurnis kryala är en insektsart som beskrevs av Medler 1992. Salurnis kryala ingår i släktet Salurnis och familjen Flatidae. Inga underarter finns listade i Catalogue of Life.